# Biserica „Sfinții Arhangheli Mihail și Gavriil” din Abaclia
Biserica „Sf. Arhangheli Mihail și Gavriil” este o biserică amplasată în Abaclia, raionul Basarabeasca, Republica Moldova. Este un monument arhitectural de importanță națională inclus în Registrul monumentelor Republicii Moldova ocrotite de stat cu nr. 5 (raionul Basarabeasca). Datează din 1817.